# Llista de models de motocicleta de carretera Montesa
Aquesta és una llista amb els models de motocicleta de carretera produïts per Montesa al llarg de la seva existència, ordenada cronològicament per l'any de llançament del model. La llista aplega tots els models dissenyats per al seu ús en carretera produïts mai per Montesa, tant si foren simples prototips (cas en el qual s'indica expressament) com si es passaren després a la sèrie.
La llista inclou també el model King Scorpion, ja que malgrat la seva aparença de motocicleta d'enduro era més aviat un model de carretera adaptat a un ús polivalent, com les actuals motocicletes de tipus trail.

## Llista de models
| Nom                         | Versió         | Cilindrada | Any  | Modalitat   |
| --------------------------- | -------------- | ---------- | ---- | ----------- |
| A-45 (98)                   | Normal         | 98 cc      | 1945 | Velomotor   |
| A-45 (98)                   | Dona           | 98 cc      | 1945 | Velomotor   |
| A-45 (98)                   | Quadre elàstic | 98 cc      | 1945 | Velomotor   |
| B-46                        | Prototipus     | 125 cc     | 1946 | Turisme     |
| B-46/49                     | Motor Villiers | 125 cc     | 1946 | Turisme     |
| B-46/49                     |                | 125 cc     | 1947 | Turisme     |
| Competició                  | Prototipus     | 125 cc     | 1948 | Velocitat   |
| Competició                  | Prototipus     | 125 cc     | 1949 | Velocitat   |
| Competició                  | Prototipus     | 125 cc     | 1949 | Velocitat   |
| C-50                        | Prototipus     | 125 cc     | 1949 | Turisme     |
| D-51                        |                | 125 cc     | 1951 | Turisme     |
| Competició                  | Prototipus     | 125 cc     | 1951 | Velocitat   |
| D-51                        | Z              | 125 cc     | 1952 | Turisme     |
| Brío 90                     |                | 125 cc     | 1953 | Turisme     |
| Sprint                      | Prototipus     | 125 cc     | 1953 | Velocitat   |
| Brío 80                     |                | 125 cc     | 1954 | Turisme     |
| Sprint                      | Prototipus     | 125 cc     | 1954 | Velocitat   |
| Brío 80                     | 55             | 125 cc     | 1955 | Turisme     |
| Brío 90                     | 55             | 125 cc     | 1955 | Turisme     |
| Sprint Carenada             | Prototipus     | 125 cc     | 1955 | Velocitat   |
| Brío 80                     | 56             | 125 cc     | 1956 | Turisme     |
| Brío 91                     |                | 125 cc     | 1956 | Turisme     |
| Nervo                       | Prototipus     | 125 cc     | 1956 | Velocitat   |
| Nervo                       | Prototipus     | 175 cc     | 1956 | Velocitat   |
| Sprint Carenada             | Prototipus     | 125 cc     | 1956 | Velocitat   |
| Brío 81                     |                | 125 cc     | 1957 | Turisme     |
| Sprint Carenada             | Prototipus     | 125 cc     | 1957 | Velocitat   |
| Fura                        | Prototipus     | 142 cc     | 1958 | Escúter     |
| Brío 82                     |                | 125 cc     | 1959 | Turisme     |
| Brío 110                    |                | 125 cc     | 1959 | Turisme     |
| Comando                     |                | 125 cc     | 1959 | Turisme     |
| 150                         |                | 142 cc     | 1960 | Turisme     |
| 150 amb sidecar             | Prototipus     | 142 cc     | 1960 | Turisme     |
| Prototip GP                 | Prototipus     | 125? cc    | 1960 | Velocitat   |
| Brío 110                    | S              | 125 cc     | 1961 | Turisme     |
| Comando 150                 |                | 142 cc     | 1961 | Turisme     |
| Comando 150                 | A              | 142 cc     | 1961 | Turisme     |
| 150                         | B              | 142 cc     | 1961 | Turisme     |
| 150                         | BA             | 142 cc     | 1961 | Turisme     |
| Brío 110 Monotub Competició | Prototipus     | 125 cc     | 1961 | Velocitat   |
| Impala                      |                | 175 cc     | 1962 | Turisme     |
| Impala                      | Comando        | 175 cc     | 1963 | Turisme     |
| Impala                      | Sport          | 175 cc     | 1963 | Turisme     |
| Impala                      | Sport 250      | 250 cc     | 1963 | Turisme     |
| Microscooter                |                | 60 cc      | 1963 | Escúter     |
| 50                          |                | 49 cc      | 1965 | Ciclomotor  |
| Ciclo Montesa               | 65             | 49 cc      | 1965 | Ciclomotor  |
| Ciclo Montesa               | 65-2           | 49 cc      | 1965 | Ciclomotor  |
| Competició                  | Prototipus     | 250 cc     | 1965 | Resistència |
| Impala                      | Sport 250 USA  | 250 cc     | 1966 | Turisme     |
| Kenya                       | Blava          | 175 cc     | 1966 | Turisme     |
| Kenya                       | Vermella       | 175 cc     | 1966 | Turisme     |
| Vàlvula Rotativa            | Prototipus     | 125 cc     | 1966 | Velocitat   |
| Bicilíndrica                | Prototipus     | 250 cc     | 1966 | Velocitat   |
| Ciclo Montesa               | 68             | 49 cc      | 1968 | Ciclomotor  |
| Indiana                     |                | 49 cc      | 1968 | Ciclomotor  |
| Mini Montesa                |                | 49 cc      | 1968 | Ciclomotor  |
| Super Sport                 | Prototipus     | 250 cc     | 1969 | Velocitat   |
| Brío 50                     |                | 49 cc      | 1970 | Turisme     |
| Impala                      | Comando 70     | 175 cc     | 1970 | Turisme     |
| King Scorpion 250           |                | 250 cc     | 1970 | Trail       |
| Mini Montesa                | 70             | 49 cc      | 1970 | Ciclomotor  |
| Mini Montesa                | Gris           | 49 cc      | 1970 | Ciclomotor  |
| Mini-Mini                   |                | 49 cc      | 1970 | Minimoto    |
| King Scorpion 250           | Automix        | 250 cc     | 1972 | Trail       |
| Scorpion 50                 |                | 49 cc      | 1972 | Ciclomotor  |
| Ràpita 50                   |                | 49 cc      | 1974 | Ciclomotor  |
| Ràpita 250                  | Automix        | 250 cc     | 1974 | Turisme     |
| Scorpion 50                 | R              | 49 cc      | 1974 | Ciclomotor  |
| Ràpita 50                   | S              | 49 cc      | 1976 | Ciclomotor  |
| Crono 75                    |                | 75 cc      | 1978 | Turisme     |
| Crono 125                   |                | 125 cc     | 1978 | Turisme     |
| Crono 75                    | 81             | 75 cc      | 1981 | Turisme     |
| Crono 125                   | 81             | 125 cc     | 1981 | Turisme     |
| Crono 350                   |                | 350 cc     | 1981 | Turisme     |
| Impala 2 125                |                | 125 cc     | 1982 | Turisme     |
| Impala 2 175                |                | 175 cc     | 1982 | Turisme     |

Notes
1. ↑   Segona posició al Tourist Trophy de l'Illa de Man de 1956
2. ↑   Guanyadora de les 24 Hores de Montjuïc

## Resum per model
Tot seguit es llisten els diferents models produïts, ordenats alfabèticament, amb el total de versions fabricades de cadascun. La llista no inclou els prototipus ni els models de competició.
| Nom           | Versions | Primera versió | Darrera versió | Imatge                |
| ------------- | -------- | -------------- | -------------- | --------------------- |
| 50            | 1        | 1965           | 1965           |                       |
| 150           | 3        | 1960           | 1961           | Montesa 150           |
| A-45          | 3        | 1945           | 1945           | Montesa A-45          |
| B-46/49       | 2        | 1947           | 1947           | Montesa B-46/49       |
| Brío          | 12       | 1953           | 1970           | Montesa Brío          |
| Ciclo         | 3        | 1965           | 1968           | Montesa Ciclo         |
| Comando       | 3        | 1959           | 1961           | Montesa Comando       |
| Crono         | 5        | 1978           | 1981           | Montesa Crono         |
| D-51          | 2        | 1951           | 1952           | Montesa D-51          |
| Impala        | 6        | 1962           | 1970           | Montesa Impala        |
| Impala 2      | 2        | 1982           | 1982           | Montesa Impala 2      |
| Indiana       | 1        | 1968           | 1968           |                       |
| Kenya         | 2        | 1966           | 1966           | Montesa Kenya         |
| King Scorpion | 2        | 1970           | 1972           | Montesa King Scorpion |
| Microscooter  | 1        | 1963           | 1963           | Montesa Microscooter  |
| Mini-Mini     | 1        | 1970           | 1970           | Montesa Mini Mini     |
| Mini Montesa  | 3        | 1968           | 1970           | Mini Montesa          |
| Ràpita        | 3        | 1974           | 1976           | Montesa Ràpita        |
| Scorpion      | 2        | 1972           | 1974           |                       |